# Kinosternon creaseri
Kinosternon creaseri  (лат.) — вид иловых черепах, обитающий в Северной Америке. Видовое латинское название дано в честь американского зоолога Эдвина Филлипа Крисера (1907–1981).

## Описание
Общая длина карапакса достигает 10-12,1 см. Наблюдается половой диморфизм: самцы крупнее самок. Голова среднего размера. Морда выпуклая, кончик верхней челюсти вытянутый и заострённый. На подбородке есть 4 уса. Карапакс удлинённый, яйцевидный, немного приподнят вверх. У молодых черепах присутствуют 3 слабых продольных киля. Подмышечные щитки небольшие. Пластрон имеет значительные размеры. У самцов толстый длинный хвост заканчивается шипом.
Голова и шея сверху чёрные со светлыми пятнами. Нижняя и боковая часть головы светло-серые с черными полосами. Карапакс тёмно-коричневый. Пластрон и перемычка жёлто-коричневые с тёмными окаймлениями щитков. Конечности серовато-коричневые.

## Образ жизни
Обитает в водоёмах в известковых пустотах карстовых промоин. Засушливый период проводит в спячке на дне пересыхающих водоёмов. Активна только в период сезона дождей с июля по октябрь. Эта черепаха довольно агрессивна. Питается улитками, насекомыми, червями, изредка растениями и фруктами.

## Размножение
Половая зрелость наступает в 10—15 лет. Самка откладывает 1 яйцо размером 38,2×19,1 мм, весом 8,9 г. За сезон бывает 2—3 кладки.

## Распространение
Обитает на полуострове Юкатан в Мексике: штаты Юкатан, Кампече, Кинтана-Роо.